# CD84
CD84 (synonym SLAM family member 5) ist ein Oberflächenprotein aus der Gruppe der SLAM-Rezeptoren.

## Eigenschaften
CD84 wird von verschiedenen Immunzellen in Lymphknoten und der Milz gebildet. Es bindet andere CD84-Moleküle auf benachbarten Zellen, wodurch die Bildung von Interferon-gamma in aktivierten T-Zellen verstärkt wird. SLAM-Rezeptoren (von engl. signaling lymphocytic activation molecule) regulieren die Aktivierung und Differenzierung von verschiedenen Immunzellen. Die Aktivität wird daneben reguliert von zellulären Adapterproteinen SH2D1A/SAP und/oder SH2D1B/EAT-2. CD84 ist an der Zellproliferation von aktivierten T-Zellen beteiligt. CD84 ist notwendig für einen längeren Zellkontakt zwischen T- und B-Zellen. CD84 hemmt die Aktivierung von Mastzellen. CD84 ist glykosyliert und phosphoryliert.
CD84 ist vermutlich an der Entstehung von Lupus erythematodes und CLL beteiligt.